# Estadio Nacional del Perú
Estadio Nacional del Perú finns i Lima, och är Perus nationalarena för fotboll. Den kan max ta 40 000 åskådare.
Den invigdes den 27 oktober 1952, inför Sydamerikanska mästerskapet i fotboll 1953, och ersatte gamla Estadio Nacional. Här har Sydamerikanska mästerskapet i fotboll/Copa América spelats tre gånger.

### Fotnoter
1. 1 2  ”COMUNICADO DE PRENSA 064-FPF-2011 - A LA OPINIÓN PÚBLICA”. fpf.com.pe. Arkiverad från originalet den 31 mars 2012. https://web.archive.org/web/20120331042628/http://www.fpf.com.pe/f_pub_det.asp?cpd=2559. Läst 30 september 2011.